# Отдел 870
«Отдел 870», сокр. М-870, также упоминается как «Партийный центр» или «Центр 870» — телеграфный адрес, использовавшийся руководством Красных Кхмеров для отправки приказов и инструкций.
Функционеры режима Красных Кхмеров были намеренно оставлены в неведении относительно того, кто на самом деле скрывался за этим адресом. Отправители отчетов и получатели инструкций не знали, кто скрывался за адресом телеграммы. Исследователь геноцида в Камбодже Дэвид Чандлер предполагает, что под этим адресом скрывался либо офис Пол Пота, либо он сам. Филип Шорт считает, что код М-870 принадлежал ЦК Компартии Кампучии. Трибунал красных кхмеров также не смог окончательно выяснить, кто скрывался за адресом телеграммы.
Радиосвязь красных кхмеров была организована централизованно. В первую очередь зашифрованные телеграммы использовались по телеграфным линиям или радио для отправки приказов и инструкций в зоны, районы и районы, а также для получения от них отчетов и сообщений о состоянии. Сообщения были доставлены посыльным из правительственного учреждения К-1 в Пномпене в правительственное учреждение К-18 в школе Сотеарос в Пномпене, зашифрованы и отправлены туда. И наоборот, сообщения от К-18 были получены, расшифрованы и отправлены посыльным на К-1.